# ジョシュア・クレイトン
ジョシュア・クレイトン（Joshua Clayton, 1744年7月20日 - 1798年8月11日）は、アメリカ合衆国の医師、政治家。連邦党の党員であり、デラウェア州下院議員、デラウェア州知事、連邦上院議員を務めた。

## 生涯

### 青年期
1744年7月、クレイトンはメリーランド州セシル郡において、ジェイムズ・クレイトンとエレノア・エディンフィールド・クレイトンの息子として誕生した。父のジェイムズ・クレイトンは、17世紀末にイングランドのリンカンシャー州から渡来したクエーカー、ジョシュア・クレイトンの曾孫である。
クレイトンは1757年にペンシルベニア大学医学部に入学して医学を学び、1762年に同大学を卒業すると同年にデラウェア州ドーバーで開業医となった。クレイトンはそこで同じくセシル郡出身のリチャード・バセットと友人になり、1765年にバセットの養女であるレイチェル・バセットと結婚した。
クレイトン夫妻はバセットが所有していた自治荘園の一部を譲り受け、1773年にロウカスト・グロウヴと呼ばれる家を建築した。クレイトン夫妻は3男1女を儲け、ジェイムズ・ローソン・クレイトン、リチャード・クレイトン、トマス・クレイトンの3男が成人まで育った。

### 独立戦争
アメリカ独立戦争においてクレイトンは大佐となり、自治荘園の民兵を統率した。またブランディワインの戦いではジョージ・ワシントンの補佐官および軍医として活躍した。

### 州議会
クレイトンは1778年のデラウェア邦議会において下院議員を務めた。また1780年から1783年まで、1785年から1787年までの議会でも下院議員を務めた。1786年にはデラウェア邦の出納局長に選出され、1789年6月には邦議会から邦知事に選出された。
1791年にアメリカ合衆国憲法修正条項が施行されると、デラウェア邦はその修正条項に適合する新たな憲法の制定を求められた。デラウェア邦政府は翌1792年に新憲法を制定した。そして同年にジョン・ディキンソン主導の下で一般投票が行われた。クレイトンは民主共和党のトマス・モントゴメリーを2209対1902で破り、新憲法下の最初の州知事として当選した。クレイトンは翌1793年1月に州知事に就任し、1796年1月の任期満了まで州知事を務めた。

### 連邦議会
1798年1月、クレイトンはジョン・ヴァイニングの辞職により空席となった議席を補充するため、デラウェア州議会から連邦政府の上院議員に選出された。そしてクレイトンは1798年8月に死去するまで、その職を務めた。

### 死後
1798年8月、クレイトンはペンシルベニア州フィラデルフィアにおいて、黄熱病によって死亡した。クレイトンの遺体はデラウェア州ニューキャッスル郡のロウカスト・グロウヴに埋葬された後、メリーランド州チェサピークのベセル教会墓地に移された。その後1965年、クレイトンの遺体はチェサピーク・デラウェア運河に再び移された。